# 赵柔 (北魏)
赵柔（?—?），字元顺，五胡十六国至北魏金城（今甘肃省兰州市西北）人。
赵柔以德行才学知名于河右。在北凉沮渠牧犍属下担任金部郎。魏太武帝平凉州，滅北涼，内徙京师平城。魏文成帝即位赵柔担任著作郎，官至河内郡太守，有善政。曾经注解《祗洹精舍图谒》。其子趙默，字沖明，官至武威郡太守。

## 延伸阅读
[在维基数据编辑]
 《魏書·卷52》，出自魏收《魏书》
 《北史·卷034》，出自李延壽《北史》